# Pfarrkirche Weiten

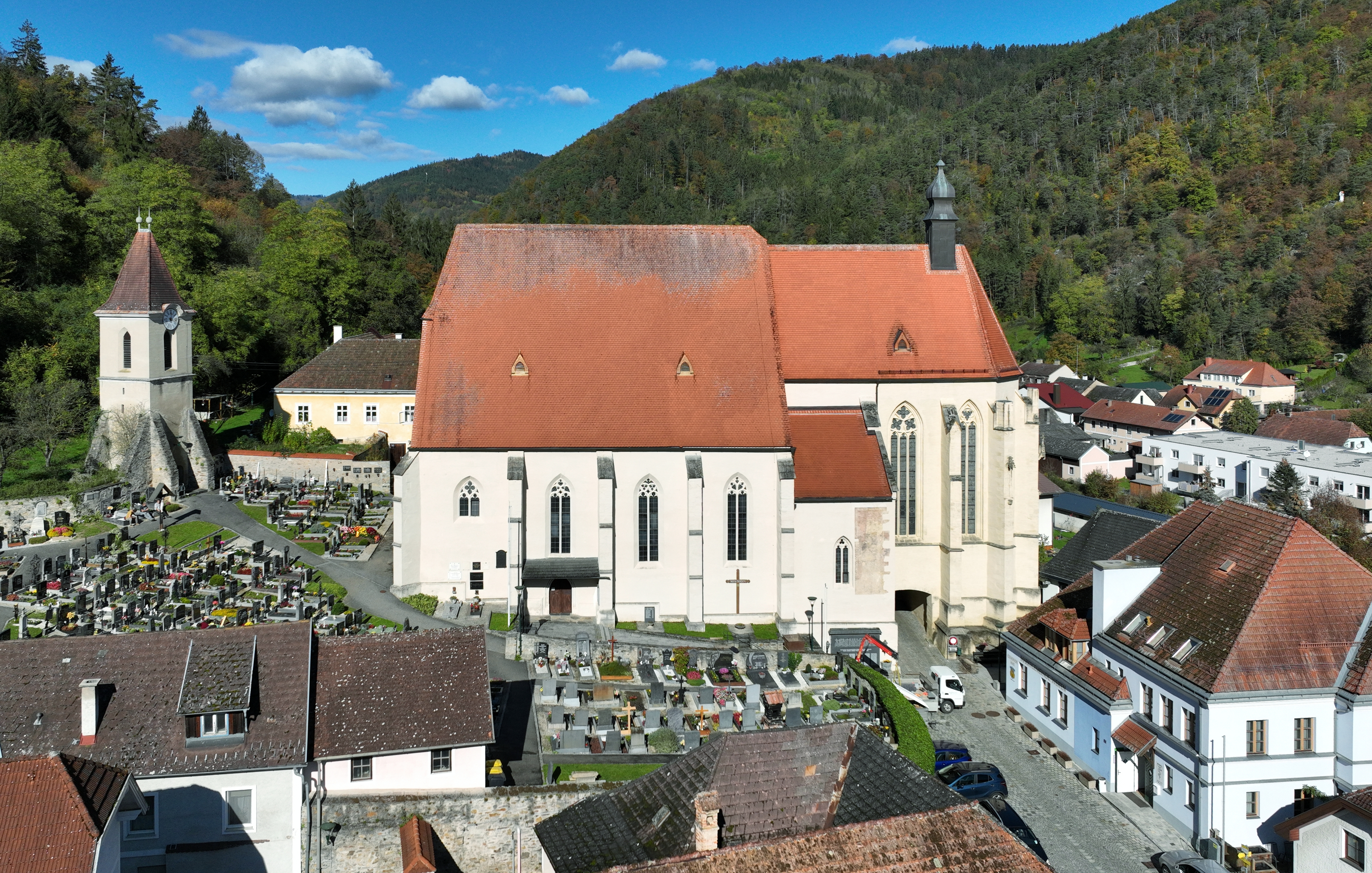
Pfarrkirche mit freistehendem Glockenturm (links)

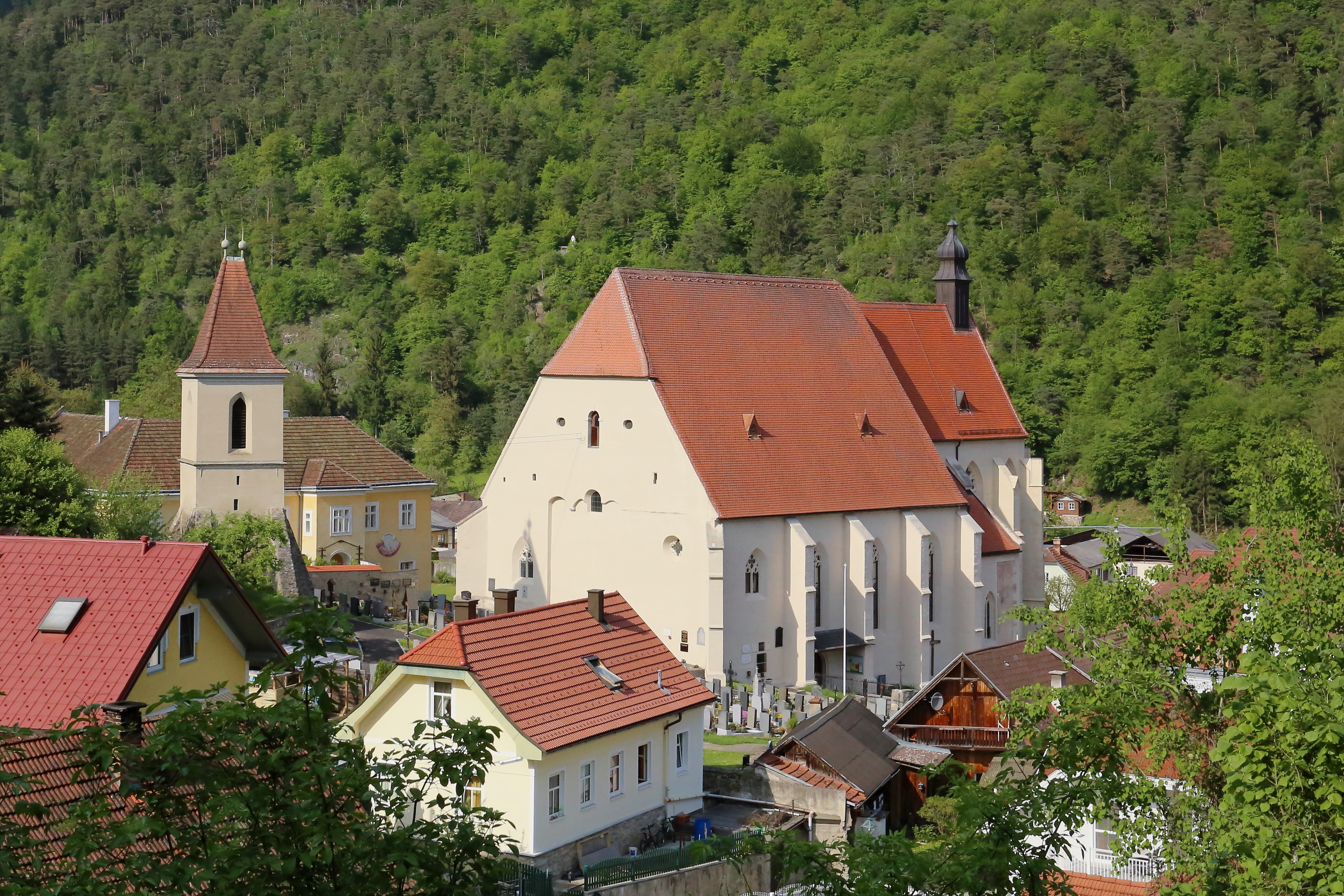
Südwestansicht der Pfarrkirche

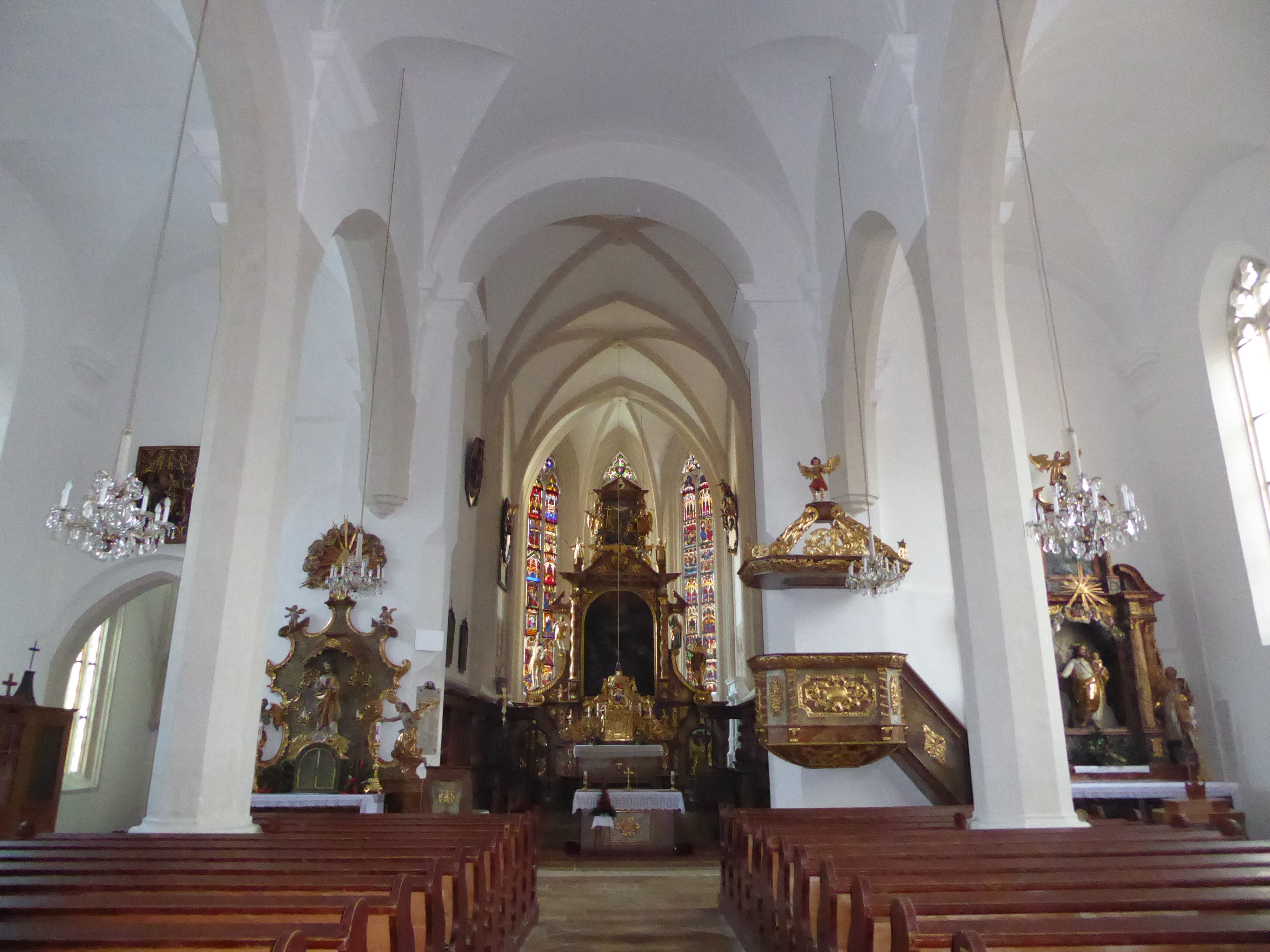
Im Langhaus zum Chor

Die Pfarrkirche Weiten steht leicht erhöht im Südwesten des Marktes in der Marktgemeinde Weiten im Bezirk Melk in Niederösterreich. Die dem Märtyrer Stephanus geweihte römisch-katholische Pfarrkirche gehört zum Dekanat Spitz in der Diözese St. Pölten. Die Kirche und der Friedhof stehen unter Denkmalschutz (Listeneintrag).

## Geschichte
Die Pfarre wurde wohl in der Mitte des 11. Jahrhunderts vom Bistum Passau gegründet und wurde 1120 urkundlich genannt. Die Pfarre war von 1432 bis 1804 dem Stift Vilshofen inkorporiert.
Die Kirche wurde 1956 innen und 1970 außen restauriert.

## Architektur
Die gotische Staffelhalle mit einem älteren gotischen Chor über einer Tordurchfahrt mit einem kleineren freistehenden Westturm ist von einem Friedhof und einer Mauer im Süden und Westen umgeben, im Norden steht der Pfarrhof, im Osten steht eine Aufbahrungshalle aus 1985, im Südosten das Gemeindeamt aus 1971.
Kirchenäußeres
Das Langhaus aus der ersten Hälfte des 15. Jahrhunderts steht aufgrund des Geländes auf einem abgestuften Sockel unter einem steilen Schopfwalmdach und hat im Norden und Süden Strebepfeiler in unverputztem Quadermauerwerk und zweibahnige Spitzbogenfenster mit Maßwerk und zwei Seitenportale mit reich verstäbten Gewänden nördlich schulterbogig und südlich spitzbogig um 1500.
Die Westfront ist in der Mittelschiffbreite unterhalb von Rundbogenarkaden in der Höhe der Trauflinie leicht zurückgestuft und leicht schräg aus der Linie und ist wohl ein romanischer Kern aus dem 11. Jahrhundert, im Untergeschoß gibt es ein teils vermauertes Spitz- und Rundbogenfenster, beide mit gotischen Maßwerk, im Obergeschoß gibt es zwischen zwei Ovalfenstern eine Rundbogentür mit Kämpfern und Keilstein aus der ersten Hälfte des 19. Jahrhunderts.
Der stark eingezogene Chor aus der zweiten Hälfte des 14. Jahrhunderts trägt einen Dachreiter und beinhaltet in einer hohen Sockelzone eine Durchfahrt unter einem Tonnengewölbe und hat hohe Spitzbogenfenster im profilierten Gewänden mit einem bemerkenswerten zwei- und dreibahnigen Maßwerk, hat Strebepfeiler vom Sockel und Sohlbankgesims umlaufen, die vier östlichen Strebepfeiler über mehrfach gestuften Sockeln, mit blattwerkverzierten Statuensockeln und Baldachinen sowie bekrönenden teils übereck gestellten Steinpfeilern. Der Chor wurde anfänglich nicht vom Langhaus überragt, deshalb ist die Westfront des Chores vom Dachboden aus sichtbar als Schauseite ausgebildet und beinhaltet ein Spitzbogenfenster zwischen zwei Rechteckfenstern in Hausteinrahmung und weiters ein profiliertes ehemaliges Dachgesims sowie ein seitlich rahmendes profiliertes Vertikalgesims.
Am Chor ist südlich eine Sakristei angebaut, nördlich die sogenannte alte Kapelle, beide haben ein Pultdach, aus der ersten Hälfte des 15. Jahrhunderts, mit unverputzter Eckquaderung und zwei- und dreibahnigen Maßwerkfenstern, im Osten der Sakristei ist das Spitzbogenfenster vermauert. Die Südfront der Sakristei zeigt ein schlecht erhaltenes Fresko Christophorus aus dem 15. Jahrhundert, das 1970 freigelegt wurde.
Der zweigeschoßige Westturm steht leicht übereck an der Umfriedungsmauer, das Untergeschoß aus der zweiten Hälfte des 15. Jahrhunderts hat mächtige Stützpfeiler und kleine Schlitzfenster, das Obergeschoß aus dem 19. Jahrhundert hat spitzbogige Schallfenster und Uhrengiebel und trägt ein Walmdach.
Im Norden des Chores steht ein rechteckiges Lichthäuschen unter einem Satteldach mit kleeblattförmigen Blendmaßwerk im Dreieckgiebel. Daneben ist über einem polygonalen Sockel in einer von einem Steinbaldachin mit Wimpergen und Filialen bekrönten Nische eine Halbfigur Ecce Homo aus der Mitte des 15. Jahrhunderts.
Kircheninneres
Das Langhaus als dreischiffige vierjochige Staffelhalle hat zwischen dem Mittelschiff und den Seitenschiffen abgefaste Spitzbogenarkaden auf Achteckpfeilern bzw. im Osten auf polygonalen Konsolen. Fußboden und Gewölbe sind urkundlich aus 1727, das Mittelschiff hat Tonnengewölbe mit Stichkappen, die Seitenschiffe haben Kreuzgratgewölbe über Gurtbögen über reich profilierten Kämpfern. Die gotische Westempore ist quertonnenunterwölbt mittig mit Rundbogen und seitlich mit Spitzbögen geöffnet und hat mittig eine barocke Ausbauchung aus Holz mit einem reich geschnitzten Aufsatz um 1700, im Nordwesten führt ein eingebautes Treppenhaus mit einer Wendeltreppe und ein Schulterbogenportal mit profiliertem Gewände auf die Empore. Die Ostwand des nördlichen Seitenschiffes ist mit einem abgefasten Spitzbogen zum Kapellenanbau geöffnet, der Kapellenanbau hat ein Sternrippengewölbe auf Konsolen mit einem Schlussstein aus der zweiten Hälfte des 15. Jahrhunderts, die Südwand der Kapelle ist spitzbogig eingetieft mit einer Rechtecknische in profilierten Rahmung.
Der Triumphbogen ist eingezogen, rundbogig barockisiert, über den Kämpfern und stuckiert, mit bis zur halben Höhe den abgefasten gotischen Spitzbogen verkleidenden Pilastern. Nach dem Triumphbogen zeigt sich ein zweijochiger Chor mit einem Fünfachtelschluss mit von in der Höhe des umlaufenden Sohlbankgesims sitzenden abgetreppten Konsolen anlaufenden Kreuzrippengewölben mit Schlusssteinen. Der Chor hat Maßwerkfenster mit reich profilierten Laibungen die im Chorschluss die Mauer voll auflösen. Das Sakramenthäuschen hat Giebel mit Blendmaßwerk und Fialen, Krabben-, Ranken- und Kreuzblumendekor mit einem Eisengitter mit Rosetten und einer Sternenverzierung aus dem 14. Jahrhundert. In den nördlichen und südlichen Wänden gibt es jeweils Sessionsnischen jeweils mit drei Spitzbögen in rechteckiger Rahmung mit unterschiedlichen Konsolen und Maßwerkformen. Das spitzbogige Sakristeiportal in profilierter Rahmung ist aus dem 15. Jahrhundert, der Sakristeianbau hat ein Kreuzrippengewölbe mit Schlussstein über Konsolen mit Rankenornamenten und im Osten ein teils vermauertes Maßwerkfenster.
Die Wandmalereien im Chor wurden 1956 freigelegt. Sie zeigen in architektonischen Gehäusen im Süden Margarethe und Barbara, Anna selbdritt und Elisabeth, im Norden Maria mit Kind und eine weibliche Heilige mit einem Stifterpaar, die dem ‹Meister von Thunau› um 1370/1380 zugeschrieben wurden, im Norden Ulrich und Dorothea um 1420 später teils durch ein Wandgrab 1586 zerstört, und seitlich des Sakramentshäuschens eine Altarschrein imitierend Maria mit Kind und Stephanus mit flankierenden Engeln aus dem Ende des 15. Jahrhunderts, in den Sessionsnischen gibt es Reste einer gotischen Rankenmalerei.
Die Glasmalereien in der ursprünglichen Verglasung als Arbeiten mehrere umfangreicher Zyklen verschiedener Werkstätten von 1370 – das Hauptatelier um 1380 – bis gegen 1420 sind im Chor in sechs Fenstern mit über siebzig Scheiben erhalten, dann zwei Scheiben aus 1506, dann Wappenmedaillons des späten 16. Jahrhunderts. 1873/1874 und ab 1984 waren Restaurierungen. Die Zyklen zeigen die Passion Christi, Marienleben, Legenden der Heiligen Katharina, Cosmas und Damian, Stephanus, Nikolaus und Petrus, stehende männliche und weibliche Heilige als Einzelfiguren und paarweise, Gnadenstuhl, Schmerzensmann, Schutzmantel- und Strahlenkranzmadonna, thronender Johannes Evangelist, hl. Kümmernis, Architekturscheiben, Stifterscheiben, dabei bemerkenswert jene der ‹Katharina von Streitwiesen›.
Es gibt zahlreiche bemerkenswerte Grabdenkmäler.

## Ausstattung
Der Hochaltar um 1640 ist ein mächtiger Ädikulaaufbau mit hohem Auszug und Opfergangsportalen und zeigt zwischen gewundenen Säulen das Altarblatt Steinigung des Stephanus.
Die Orgel baute Franz Capek 1912.